# Hamilton H-47
Hamilton H-45 và Hamilton H-47 là loại máy bay cánh trên, 6 chỗ ngồi của Hoa Kỳ. Nó được sử dụng để chở người và bưu phẩm ở Hoa Kỳ cuối thập niên 1920.

## Biến thể
- H-45
- H-47
- H-47 Special
- UC-89

## Quốc gia sử dụng
Hoa Kỳ
- Condor Air Lines
- Coastal Air Freight
- Isthmian Airways
- Northwest Airways
- Wien Alaska Airways

 Perú
- Không quân Peru

## Tính năng kỹ chiến thuật (H-47)
Dữ liệu lấy từ aerofiles
Đặc tính tổng quát
- Kíp lái: 2
- Sức chứa: 6 hành khách
- Chiều dài: 34 ft 8 in (10,57 m)
- Sải cánh: 54 ft 5 in (16,59 m)
- Động cơ: 1 × Pratt and Whitney R-1690 Hornet , 525 hp (391 kW)

Hiệu suất bay
- Vận tốc cực đại: 145 mph (233 km/h; 126 kn)
- Vận tốc hành trình: 125 mph (109 kn; 201 km/h)
- Tầm bay: 600 mi (521 nmi; 966 km)